# Polarium Advance
Polarium Advance (Tsūkin Hitofude (通勤ヒトフデ) in Giappone) è un videogioco per Game Boy Advance, sviluppato da Mitchell Corporation. Si tratta della conversione per il Game Boy Advance del puzzle game per Nintendo DS Polarium.

## Modalità di gioco
L'area di gioco è composta da una griglia composta di tasselli quadrati, i quali possono essere bianchi o neri. Il concetto attorno a cui ruota il gioco è l'invertibilità dei singoli tasselli: sullo schermo di gioco si traccia una linea unica, senza interruzioni o sovrapposizioni, e tutti i tasselli facenti parte del percorso cambieranno la loro polarità (da bianco in nero o viceversa). La linea viene tracciata semplicemente con l'uso di un tasto e della croce direzionale come soluzione alternativa all'uso del touch screen fatto dalla versione originale per Nintendo DS.
Sono presenti tre modalità di gioco: Puzzle, Contro il tempo e Allenamento.

### Puzzle
È la modalità principale e si suddivide a sua volta nelle seguenti sottovoci:
- Polarium quotidiano - è la raccolta di schemi standard da completare. Ce ne sono 365, uno per ogni giorno dell'anno. All'inizio della partita viene richiesto al giocatore di inserire la data nel gioco e, man mano che si va avanti vengono sbloccati nuovi puzzle. Il giocatore può sbloccare i puzzle risolvendo quelli a disposizione.
- Raccolta Polarium - raccoglie i puzzle sbloccati in 8 gruppi per poterli affrontare in maniera più ordinata
- Originale - modalità in cui il giocatore può giocare con i livelli creati con l'editor
- Modifica - editor di livelli. Inizialmente sono disponibili solo le caselle standard ma con il procedere del gioco se ne possono sbloccare di nuove.

### Contro il tempo
La classica modalità a tempo. Sono presenti due varianti: Facile e Difficile: quella facile presenta 10 puzzle di difficoltà bassa mentre quella difficile ne presenta 5 di difficoltà alta. All'interno di questa sezione c'è anche la voce "classifica" per vedere i tempi realizzati.

### Allenamento
Questa sezione è, banalmente, quella che comprende i tutorial del gioco e le spiegazioni sulle caselle speciali e le tecniche avanzate di gioco.